# غونار اولسون
غونار اولسون (بالسويدية: Gunnar Olsson)‏ هو كاتب سيناريو ومخرج ومخرج وممثل سويدي، ولد في 10 يوليو 1904 في السويد، وتوفي في 16 سبتمبر 1983 في السويد.

## أعمال

### أفلام
- (1957) التوت البري
- (1957) الختم السابع

## وصلات خارجية
- غونار اولسون على موقع IMDb (الإنجليزية)
- غونار اولسون على موقع ألو سيني (الفرنسية)
- غونار اولسون على موقع أول موفي (الإنجليزية)
- غونار اولسون على موقع قاعدة بيانات الأفلام السويدية (السويدية)
- غونار اولسون على موقع قاعدة بيانات الفيلم (الإنجليزية)
- غونار اولسون على موقع كينوبويسك (الروسية)